# St. Peter (Neuburg an der Donau)

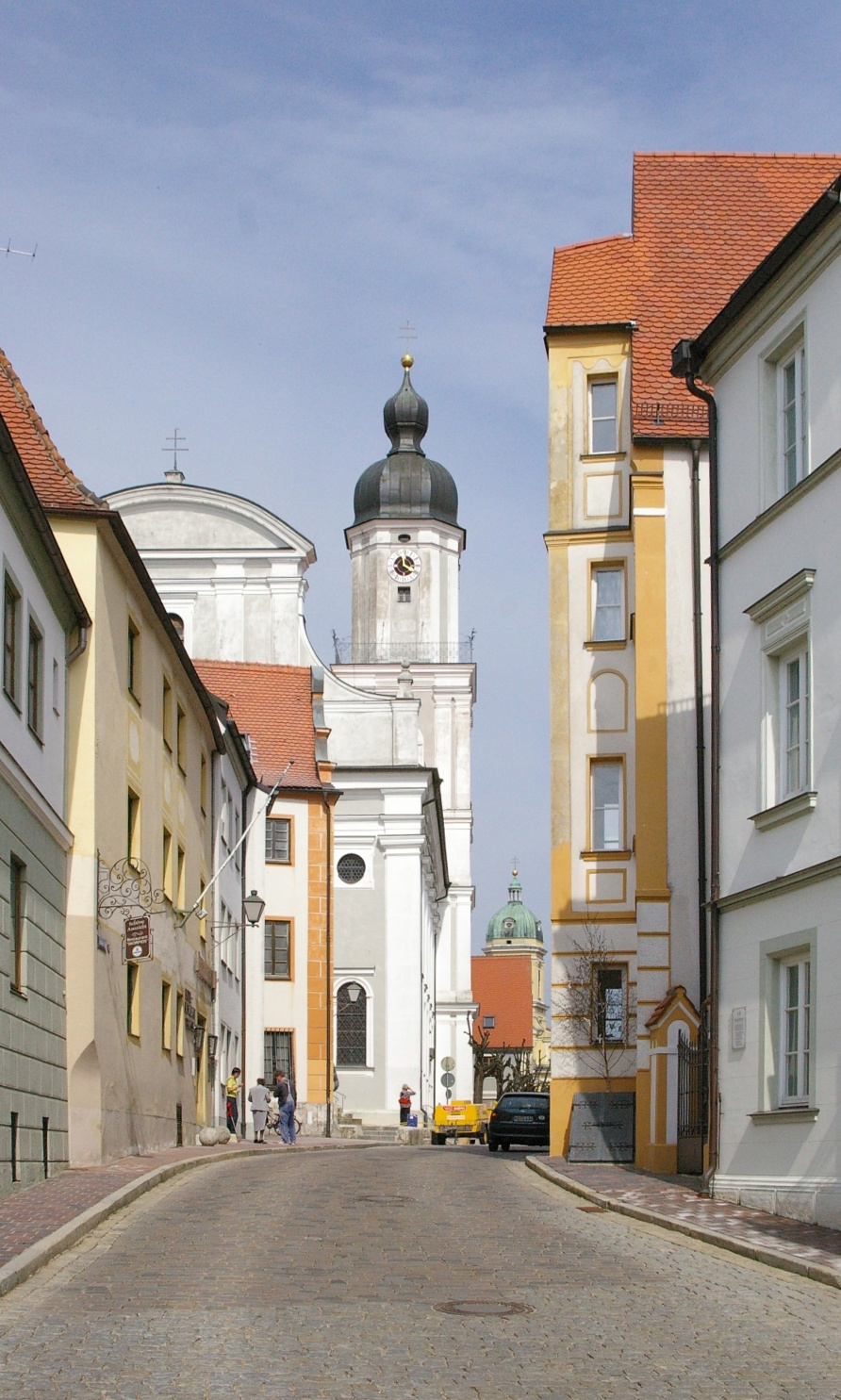
Pfarrkirche St. Peter in Neuburg

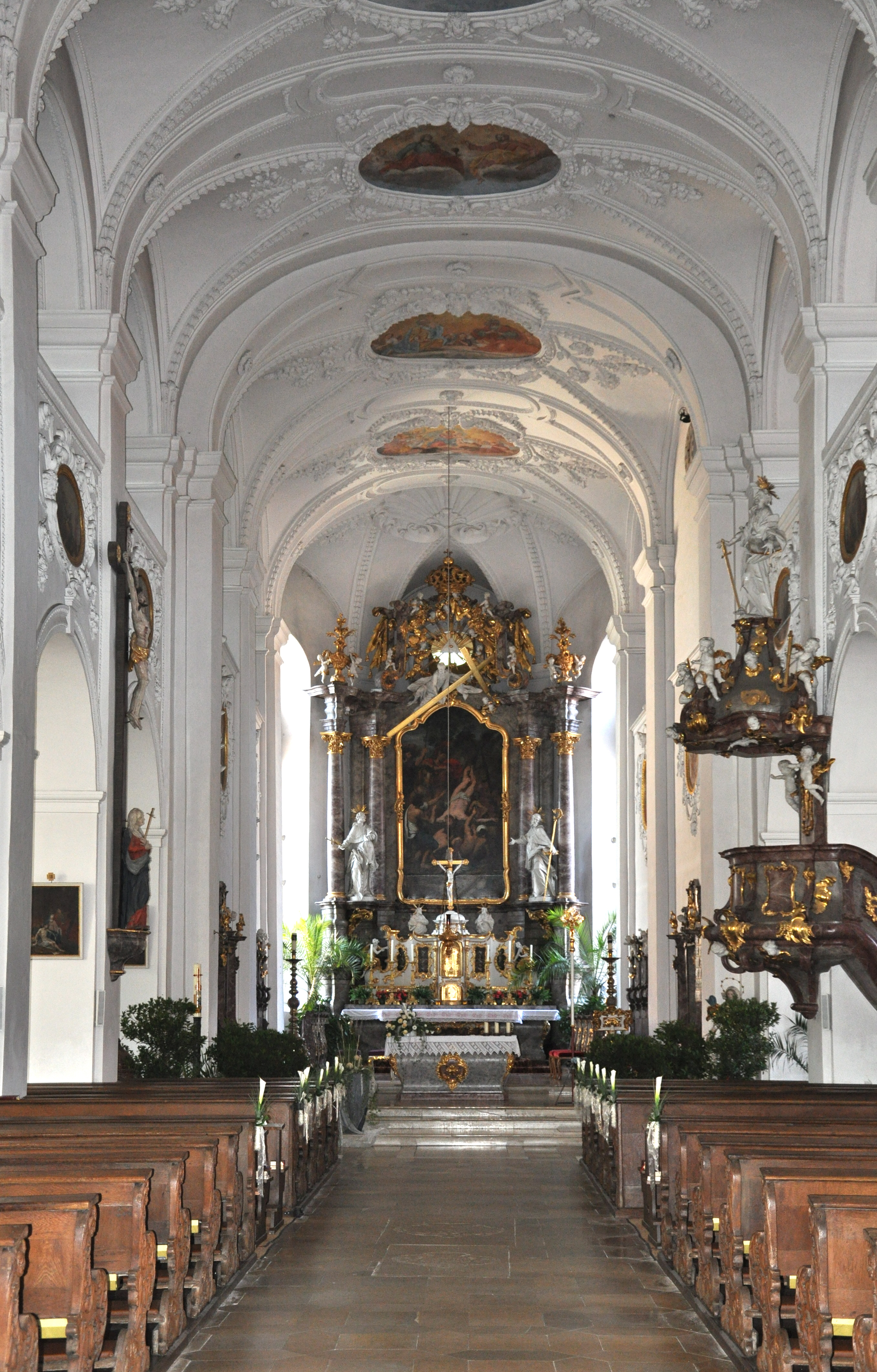
Innenansicht

St. Peter ist eine katholische Pfarrkirche in Neuburg an der Donau in der bayerischen Diözese Augsburg.

## Baugeschichte
St. Peter ist die älteste Pfarrkirche von Neuburg und ist erstmals im Pappenheimer Urbar von 1214/19 genannt. Der Einsturz des baufälligen Turmes mit Beschädigung des Kirchenschiffes am 21. Mai 1641 veranlasste einen Neubau, von der früheren Kirche blieb nichts erhalten. Der Wiederaufbau begann am 10. Juli 1641 unter Leitung des Graubündener Baumeisters Johann Serro. Am 11. November 1646 wurde der Neubau geweiht, der Chor erhielt erst 1671 seine jetzige Gestalt und wurde mit dem gleichzeitig erhöhten Langhaus unter ein Dach gebracht. Größere Instandsetzungen erfolgten nach Beschädigung des Daches am 31. Januar 1703 (Spanischer Erbfolgekrieg), 1772 (Eindeckung der Turmhaube) und 1853/54 (Restaurierung des Inneren). 1765 wurde die Kirche neu geweiht, wohl wegen der teilweisen Neuausstattung einschließlich Hochaltar.

## Orgel

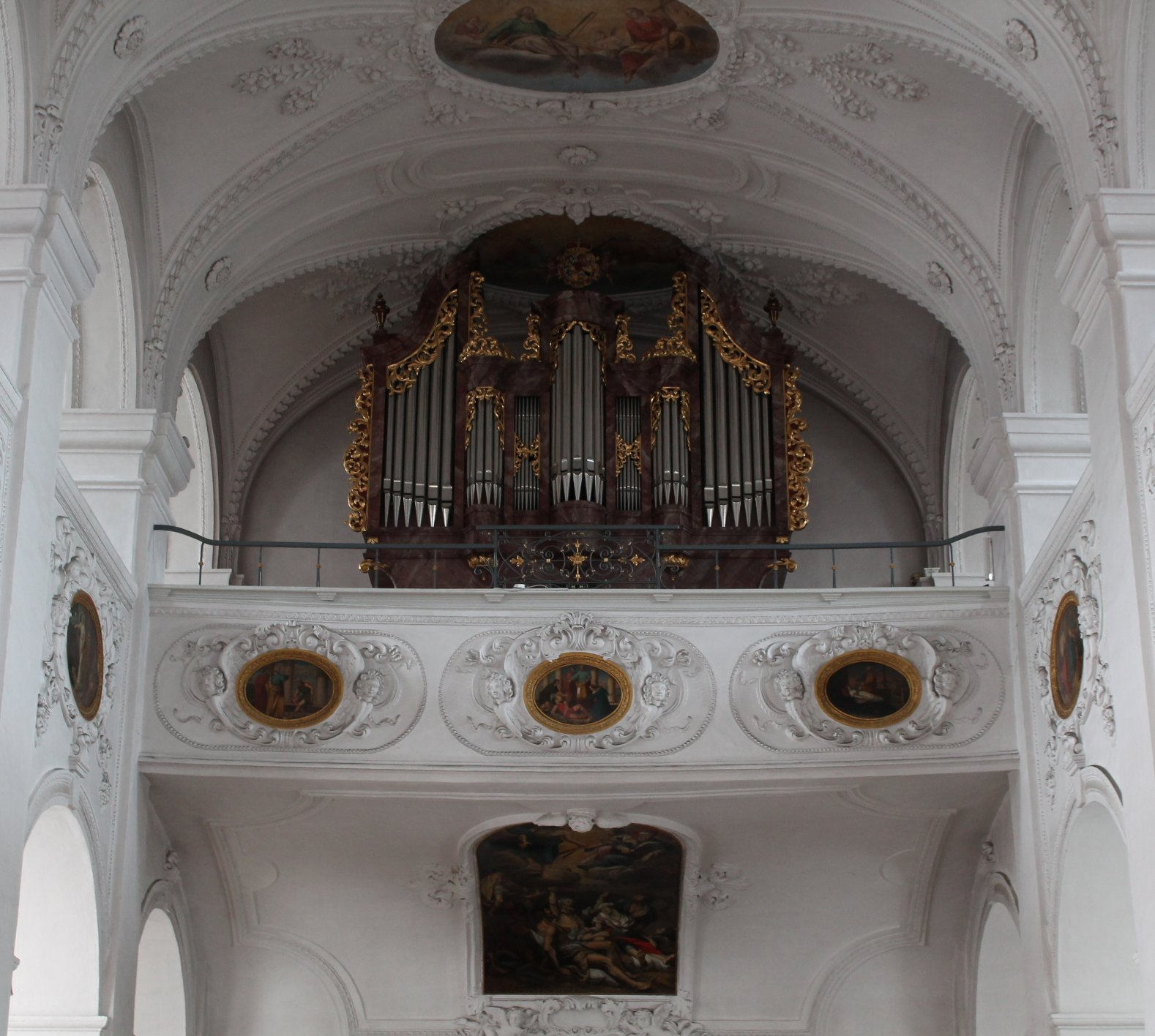
Die Orgel

Die Orgel wurde 1988 von Maximilian Offner gebaut. Sie hat 30 Register auf zwei Manualen und Pedal. Die Disposition lautet:
| I Hauptwerk |       |
| Bourdun     | 16′   |
| Principal   | 8′    |
| Rohrflöte   | 8′    |
| Oktave      | 4′    |
| Holzflöte   | 4′    |
| Quinte      | 2 ⁄3′ |
| Superoktav  | 2′    |
| Mixtur IV-V | 1 ⁄3′ |
| Cornett V   |       |
| Trompete    | 8′    |
| Tremulant   |       |

| II Schwellwerk |        |
| Gedeckt        | 8′     |
| Salizet        | 8′     |
| Principal      | 4′     |
| Hohlflöte      | 4′     |
| Nasard         | 2 ⁄3′  |
| Blockflöte     | 2′     |
| Terz           | 1 3⁄5′ |
| Quinte         | 1 ⁄3′  |
| Zimbel III     | 1′     |
| Dulcian        | 16′    |
| Krummhorn      | 8′     |
| Tremulant      |        |

| Pedal         |         |
| Subbaß        | 16′     |
| Baßquint      | 10 2⁄3′ |
| Oktavbaß      | 8′      |
| Gedecktbaß    | 8′      |
| Choralbaß     | 4′      |
| Rauschbaß III | 2 ⁄3′   |
| Fagott        | 16′     |
| Trompete      | 8′      |
| Clarine       | 4′      |

- Koppeln:  I/P, II/P, II/I
- Bemerkungen: Schleiflade, vollmechanisch

## Patronat
Verliehen 1317 durch Kaiser Ludwig den Bayern, hatte das Kloster Seligenthal bis zur Reformation im Fürstentum Pfalz-Neuburg 1542 das Patronat.

## Chorstift bei St. Peter
St. Peter wurde als Kollegiatstift 1681 durch Herzog Philipp Wilhelm von Pfalz-Neuburg gegründet, den späteren Kurfürsten von der Pfalz (1685–1690); in der Gruft der Stiftskirche bestattete man auch die Stiftsgeistlichen. Das Stift wurde 1803 im Zuge der Säkularisation aufgelöst. Die Stiftskirche wurde Stadtpfarrkirche.